# Konrad Rühl
Konrad Rühl (* 2. September 1885 in Stettin; † 24. August 1964 in Düsseldorf) war ein deutscher Architekt, Baubeamter und Stadtplaner.

## Leben
Rühl studierte zwischen 1903 und 1908 Architektur an der Technischen Hochschule Charlottenburg und in Karlsruhe. Im Anschluss war er von 1908 bis 1919, mit Unterbrechung durch den Kriegsdienst in den Jahren 1915–1918, als Architekt bei der preußischen Staatshochbauverwaltung angestellt. Von 1919 bis 1921 war er Leiter des Stadterweiterungsamtes in Lübeck, 1922 trat er als Leiter des Stadterweiterungsamtes in den Dienst der Stadt Magdeburg. Politische Gründe führten 1928 zu seinem Wechsel als Leiter an die Hochbauabteilung der Rheinischen Provinzialverwaltung in Düsseldorf. Als Landesoberbaurat wurde er 1934 pensioniert.
Nach einem Aufenthalt in Bloemfontein (Südafrika) in den Jahren 1936/1937 ließ er sich in Berlin nieder und war dort bis Kriegsende als Hilfsarbeiter (damals übliche Dienstbezeichnung) bei der Reichsbahndirektion tätig, davon in den Jahren 1942–1945 im Reichsministerium von Albert Speer. Nach Kriegsende kehrte er ins Rheinland zurück und war von 1945 bis 1947 Leiter der „Gruppe Staatsbauten“ im Oberpräsidium Nordrhein und von 1947 bis 1952 Staatssekretär im Wiederaufbauministerium des Landes Nordrhein-Westfalen. Von 1952 bis 1964 war er Geschäftsführer und Vorsitzender der Landesgruppe Nord-West (Rheinland-Westfalen) des Deutschen Werkbundes.
Er war Gründungsmitglied der Deutschen Akademie für Städtebau sowie Mitbegründer und Mitherausgeber der Werkbund-Monatszeitschrift Werk und Zeit.

## Auszeichnungen
- 1950: Ehrendoktorwürde der Technischen Hochschule Karlsruhe
- 1951: Großes Verdienstkreuz der Bundesrepublik Deutschland[1]
- 1962: Cornelius-Gurlitt-Denkmünze

## Bauten
- Frauenkrankenhaus in Johannistal
- 1924/25: Stadionanlage Cracauer Anger, Magdeburg (mit Gerhard Gauger)
- 1927: Hermann-Beims-Siedlung an der Großen Diesdorfer Straße, Magdeburg Stadtfeld West (mit Gerhard Gauger)
- 1926–1928: Wohngebäude Jenaer und Koburger Straße in der Siedlung Westerhüsen im Magdeburger Stadtteil Westerhüsen
- 1929: Schulgebäude der Rheinischen Landes-Blindenanstalt in Düren
- 1930: Neubau in der Rheinischen Provinzial-Kinderanstalt für seelische Abnorme, in Bonn
- 1928–1933: Bauberatung und Hochbauten der ersten Autobahn Köln-Bonn
- 1942–1945: Aufbauplanung zerstörter Ruhrstädte
- 1960: Laubenganghaus in Gelsenkirchen (mit Günter Brockes)

## Schriften
- Der Wohnungsbau als städtebaulicher Faktor. In: Die Wohnung, 1, Heft 1, 1926, S. 3–8.
- Zusammenfassung von Wohnungsbauvorhaben. In: Zentralblatt der Bauverwaltung. Nr. 10, 1928, S. 157–161 (zlb.de).
- Erinnerungen an Bruno Taut. In: Baukunst und Werkform, 12, Heft 9, 1959, S. 485–494 und ebd. 13, Heft 11, 1960, S. 636